# Monte Prato (Ernici)
Monte Prato è un rilievo dei monti Ernici, tra il Lazio e l'Abruzzo,  tra la provincia di Frosinone e la provincia dell'Aquila, tra il comune di Vico nel Lazio e quello di Civita d'Antino.